# Deutscher Filmpreis 2009

Logo der Deutschen Filmakademie

Die 59. Verleihung des Deutschen Filmpreises, genannt auch Lola, fand am 24. April 2009 im Berliner Palais am Funkturm statt. Zum fünften Mal wurde dieser bedeutendste deutsche Filmpreis von der 2003 gegründeten Deutschen Filmakademie in 15 Kategorien vergeben. Er ist mit insgesamt 2,8 Millionen Euro die höchstdotierte Kulturauszeichnung Deutschlands. Moderiert wurde die im Fernsehen vom ZDF zeitversetzt übertragene Preisverleihung von Barbara Schöneberger.
Die Nominierungen wurden am 13. März 2009 im ZDF-Morgenmagazin von der Schauspielerin Jasmin Tabatabai, Vorstandsmitglied der Deutschen Filmakademie, und dem Beauftragten der Bundesregierung für Kultur und Medien Bernd Neumann bekanntgegeben. Zuvor wurden in einer Vorauswahl von einer Jury 25 Filme für die Kategorien Bester Film, Bester Kinder- und Jugendfilm und Bester Dokumentarfilm nominiert, aus denen dann die 1000 Mitglieder der Akademie die Nominierungen bestimmten. Insgesamt wurden 90 deutsche Filme bei der Akademie angemeldet.
Mit insgesamt sieben Nennungen erhielt der Film John Rabe die meisten Nominierungen und konnte mit vier Auszeichnungen auch die meisten Siege erringen. Florian Gallenbergers Drama wurde mit dem Filmpreis in Gold als bester Film ausgezeichnet und setzte sich damit gegen Caroline Links Drama Im Winter ein Jahr (Filmpreis in Silber) und Andreas Dresens Wolke Neun (Filmpreis in Bronze) durch. Je zwei Auszeichnungen erhielten Wolke Neun (Regie und Hauptdarstellerin Ursula Werner), Özgür Yıldırıms Gangsterfilm Chiko (Drehbuch und Schnitt) und Philipp Stölzls Bergsteigerdrama Nordwand. Dagegen blieb Uli Edels Der Baader Meinhof Komplex unprämiert. Der RAF-Film hatte bei der diesjährigen Oscar-Verleihung vergeblich um den Preis für den Besten fremdsprachigen Film konkurriert und war in vier Kategorien für eine Lola nominiert worden.

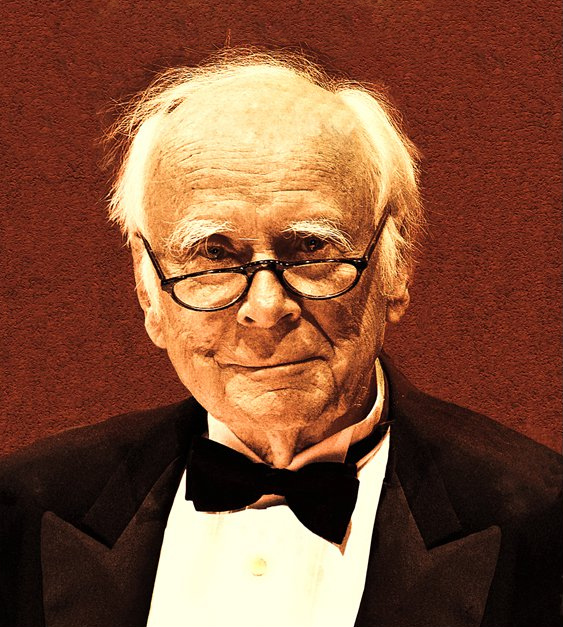
Loriot erhielt einen Ehrenpreis für herausragende Verdienste um den deutschen Film.

Mit dem Ehrenpreis für hervorragende Verdienste um den deutschen Film wurde der Humorist Loriot ausgezeichnet. Obwohl Loriot als Regisseur nur zwei Spielfilme gedreht hatte, stellen diese nach Ansicht der Jury Höhepunkte deutscher Komödienproduktion dar. Loriot habe mit Ödipussi und Pappa ante portas Standards gesetzt hat, an denen sich die Komiker jüngerer Generationen orientieren müssten.

## Gewinner und Nominierte
| Meiste Lolas         | John Rabe (4 Auszeichnungen) |
| Meiste Nominierungen | John Rabe (7 Nominierungen)  |

### Bester Spielfilm
John Rabe (Filmpreis in Gold) – Produktion: Mischa Hofmann, Benjamin Herrmann, Jan Mojto
- Im Winter ein Jahr (Filmpreis in Silber) – Produktion: Uschi Reich, Martin Moszkowicz
- Wolke Neun (Filmpreis in Bronze) – Produktion: Peter Rommel

Außerdem nominiert:
- Der Baader Meinhof Komplex – Produktion: Bernd Eichinger
- Chiko – Produktion: Fatih Akın, Klaus Maeck
- Jerichow – Produktion: Florian Koerner von Gustorf, Michael Weber

### Bester Dokumentarfilm
NoBody’s Perfect – Produktion: Niko von Glasow
- Lenin kam nur bis Lüdenscheid – Produktion: Marianne Schäfer

### Bester Kinder- und Jugendfilm
Was am Ende zählt – Produktion: Susann Schimk, Jörg Trentmann
- Hexe Lilli – Der Drache und das magische Buch – Produktion: Corinna Mehner, Michael Coldewey

### Beste darstellerische Leistung – männliche Hauptrolle
Ulrich Tukur – John Rabe

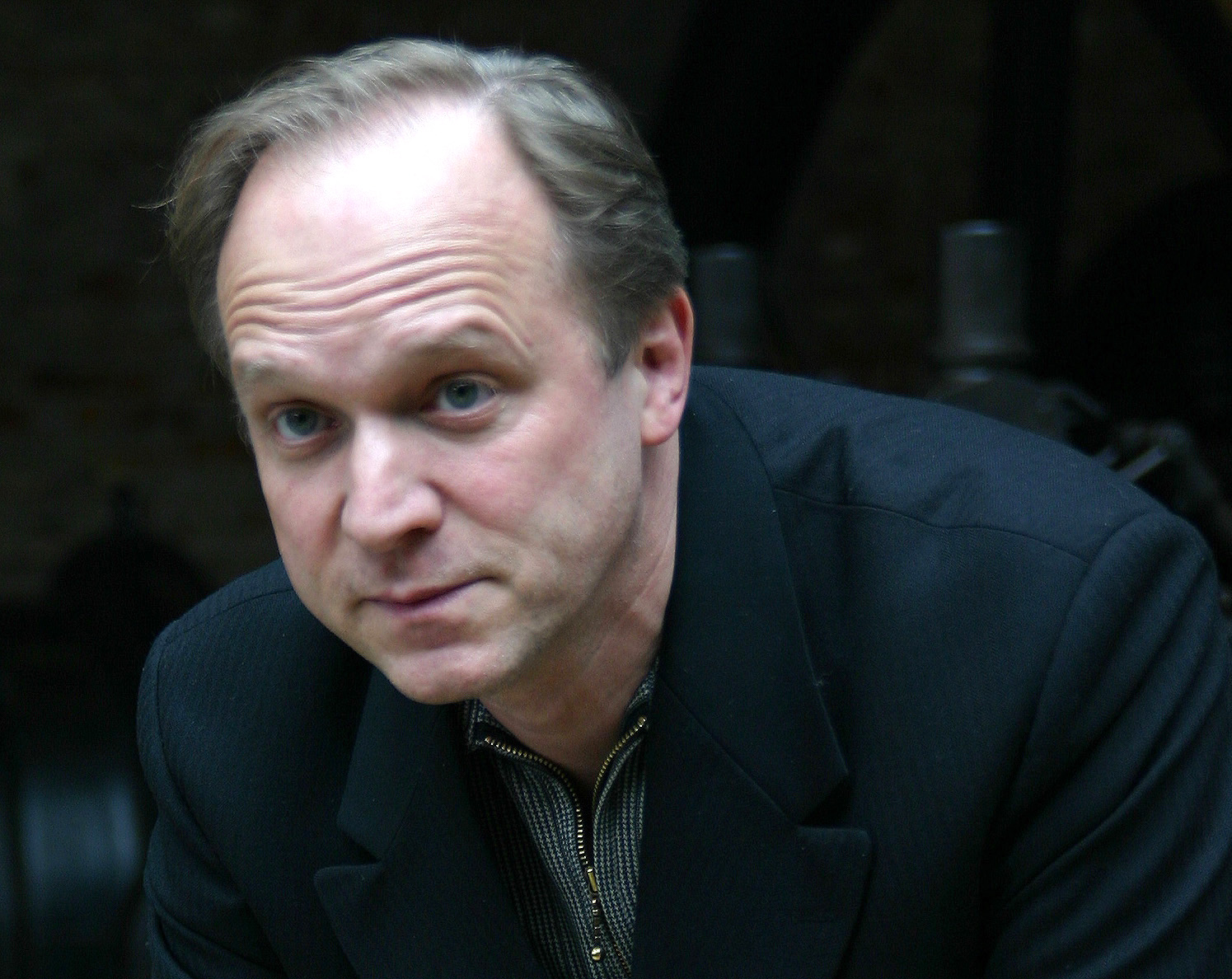
Als bester Hauptdarsteller geehrt: Ulrich Tukur (John Rabe)

- Josef Bierbichler – Im Winter ein Jahr
- Denis Moschitto – Chiko

### Beste darstellerische Leistung – weibliche Hauptrolle
Ursula Werner – Wolke Neun
- Anna Maria Mühe – Novemberkind
- Johanna Wokalek – Der Baader Meinhof Komplex

### Beste darstellerische Leistung – männliche Nebenrolle
Andreas Schmidt – Fleisch ist mein Gemüse
- Steve Buscemi – John Rabe
- Rüdiger Vogler – Effi Briest

### Beste darstellerische Leistung – weibliche Nebenrolle
Sophie Rois – Der Architekt
- Irm Hermann – Anonyma – Eine Frau in Berlin
- Susanne Lothar – Fleisch ist mein Gemüse

### Beste Regie
Andreas Dresen – Wolke Neun

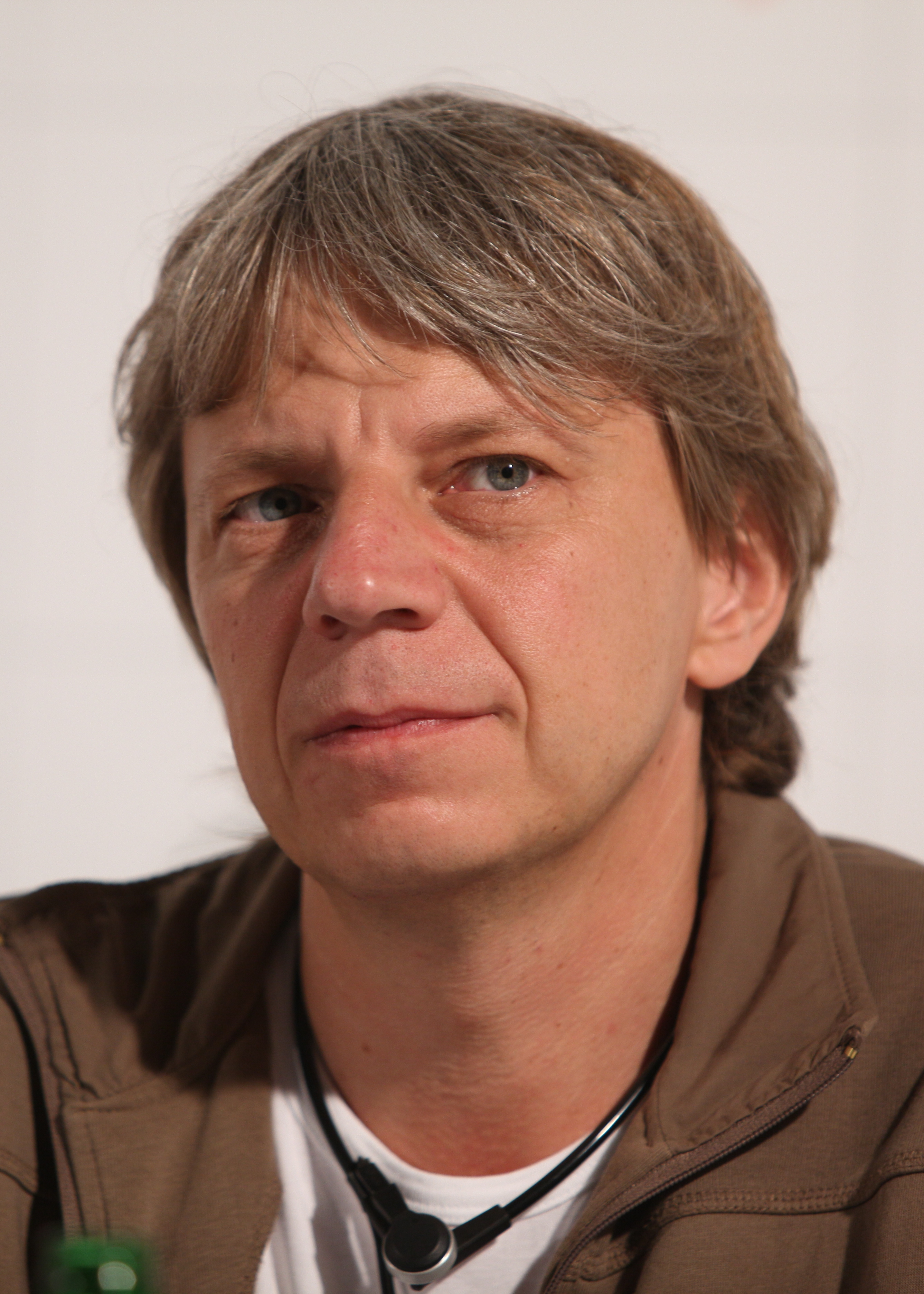
Für die beste Regie geehrt: Andreas Dresen (Wolke Neun)

- Uli Edel – Der Baader Meinhof Komplex
- Florian Gallenberger – John Rabe
- Christian Petzold – Jerichow

### Bestes Drehbuch
Özgür Yıldırım – Chiko
- Christian Schwochow, Heide Schwochow – Novemberkind
- Johanna Stuttmann – Nacht vor Augen

### Beste Kamera/Bildgestaltung
Kolja Brandt – Nordwand
- Jürgen Jürges – John Rabe
- Wedigo von Schultzendorff – Lulu & Jimi

### Bester Schnitt
Sebastian Thümler – Chiko
- Anne Fabini – Berlin Calling
- Peter Przygodda, Mirko Scheel, Oli Weiss – Palermo Shooting
- Patricia Rommel – Im Winter ein Jahr

### Bestes Szenenbild
Tu Ju Hua – John Rabe
- Christian M. Goldbeck – Krabat
- Udo Kramer – Nordwand

### Bestes Kostümbild
Lisy Christl – John Rabe
- Lucie Bates – Effi Briest
- Birgit Missal – Der Baader Meinhof Komplex

### Beste Filmmusik
Niki Reiser – Im Winter ein Jahr
- Element of Crime – Robert Zimmermann wundert sich über die Liebe
- Annette Focks – Krabat

### Beste Tongestaltung
Christian Bischoff, Tschangis Chahrokh, Heinz Ebner, Guido Zettier – Nordwand
- Manfred Banach, Tschangis Chahrokh, Dirk Jacob, Carsten Richter – Krabat
- Manfred Banach, Christian Conrad, Martin Steyer – Anonyma – Eine Frau in Berlin

### Ehrenpreis für herausragende Verdienste um den deutschen Film
Loriot